# Магдалена Вальдекская
Магдалена Вальдекская (нем. Magdalene von Waldeck; 1558 — август 1599) — дочь графа Филиппа IV Вальдекского и его супруги Ютты Изенбург-Гренцауской (ум. 1564).

## Браки и потомки
В первый раз Магдалена вышла замуж за Филиппа Людвига I Ганау-Мюнценбергского 2 или 6 февраля 1576 года. Возможно, её жених стремился посредством этого брака уйти от политического влияния своего опекуна графа Иоганна VI Нассау-Дилленбургского. Брак был заключён вопреки сопротивлению нассауского опекуна, который предпочёл бы, чтобы Филипп Людвиг выбрал себе невесту из его клана. Графы Вальдека были близки к ландграфству Гессен и Майнцскому архиепископству.
В браке с Филиппом Людвигом родились:
- Филипп Людвиг II (1576—1612)
- Юлиана (1577—1577)
- Вильгельм (1578—1579)
- Альбрехт (1579—1635)

Первый супруг Магдалены внезапно умер 4 февраля 1580 года. 24 ноября 1581 года Магдалена вышла замуж во второй раз за графа Иоганна VII Нассау-Зигенского. В этом браке родились:
- Иоганн Эрнст (1582—1617) — граф Нассау-Зигенский, венецианский генерал.
- Иоганн VIII (1583—1638) — граф Нассау-Зигенский, был женат на Эрнестине Иоланде де Линь, имел сына и двух дочерей.
- Елизавета (1584—1661) — замужем за графом Кристианом Вальдек-Виндунгенским, имела многочисленных потомков.
- Адольф (1586—1608) — граф Нассау-Зигенский, умер в 22 года.
- Юлиана (1587—1643) — замужем за ландграфом Гессен-Кассельским Морицем, имела 14 детей.
- Анна Мария (1589—1620) — замужем за графом Иоганном Адольфом Фалькенштайном унд Лимбургом, имела единственного сына.
- Иоанн Альбрехт (1590—1593) — умер в раннем возрасте.
- Вильгельм (1592—1642) — граф Нассау-Зигенский, женат на Кристине Эрбахской, имел семерых детей.
- Анна Иоанна (1594—1636) — замужем за графом Бредероде Яном Вольфердусом, имела сына и трёх дочерей.
- Фридрих Людвиг (1595—1600) — умер в раннем возрасте.
- Магдалена (1596—1661) — была дважды замужем.
- Иоанн Фридрих (1597) — умер в раннем возрасте.